# Berliet VRD
Unter der Werksbezeichnung Berliet VRD lief beim Fahrzeughersteller Berliet in Lyon ein 1934 mit zwei Radständen und zwei Motorvarianten gebauter Pkw.
Der Typ sollte den Berliet VR in der Produktion ablösen. Er wurde erstmalig auf dem Pariser Autosalon im Herbst 1933 vorgestellt. Er war lieferbar in 2 Radständen (3,30 und 3,40 m), mit zwei Motorvarianten und in mehreren Karosserieformen: als bloßes Chassis, als fünfsitzige Limousine, als viersitziges Coupé und als 6/7-Sitzer („Familiale“). Er hatte mechanische Bremsen, an Längsblattfedern aufgehängte Starrachsen, eine Spurweite von 1,44 m, einen Radstand von wahlweise 3,30 oder 3,40 m. Der Wagen war kein Erfolg, Ende 1934 wurde die Fertigung (ohne direkten Nachfolger) eingestellt.

## VRD 15 CV
Am 2. Februar 1933 erhielt der Berliet VRD 15CV seine allgemeine Betriebserlaubnis, er hatte folgende technischen Daten:
Wassergekühlter Vierzylindermotor des Typs MKX, Bohrung × Hub 80 × 130 mm, 2614 cm³ Hubraum, 15 Steuer-PS, 55 effektive PS bei 3800/min, Höchstgeschwindigkeit 105 km/h. Das bloße Chassis kostete 24.000, die fünfsitzige Limousine 29.500 und das viersitzige Coupe 32.000 Franc, der 6/7-Sitzer war in dieser Motorvariante nicht erhältlich.

## VRD 19 CV
Der Berliet VRD 19CV erhielt ebenfalls am 2. Februar 1933 seine allgemeine Betriebserlaubnis, er unterschied sich vom Berliet VRD 15CV vor allem durch seinen Motor:
Wassergekühlter Vierzylindermotor des Typs MKX19, Bohrung × Hub 90 × 130 mm, 3308 cm³ Hubraum, 19 Steuer-PS, 70 effektive PS bei 3000/min, Höchstgeschwindigkeit 110 km/h. Das bloße Chassis kostete 25.000, die fünfsitzige Limousine 36.000 und der 6/7-Sitzer 39.000 Franc, das Coupé war mit dieser Motorvariante nicht erhältlich.

## VRD 22 CV
Vermutlich gedacht als Nachfolger des Berliet VRC 22CV, erhielt am 11. Mai 1934 der Berliet VRD 22CV seine allgemeine Betriebserlaubnis. Er hatte den aus dem Berliet VRC 22CV bekannten Sechszylindermotor des Typs MLC5(Bohrung × Hub 85 × 120 mm, 23 Steuer-PS, effektive Höchstleistung bei 2500/min nicht genannt), die übrigen technischen Daten entsprachen vermutlich denen der anderen VRD-Typen. Er taucht auf keinem Salon auf, es blieb vermutlich bei einem Prototyp.

## VRD 11 CV
Der Berliet VRD 11CV erhielt am 3. Oktober 1934 seine allgemeine Betriebserlaubnis. Er hatte den aus dem Berliet 1144 bekannten Vierzylindermotor des Typs MKM (Bohrung × Hub 80 × 99,6 mm, 11 Steuer-PS, effektive Höchstleistung 50 PS bei 3200/min), im Übrigen vermutlich den übrigen VRD-Typen entsprechend. Er taucht auf keinem Salon auf, auch hier blieb es vermutlich bei einem Prototyp.

### Originalquellen
Eine Publikation, in der alle vor 1945 gebauten Berliet-Typen individuell abgehandelt wären, gibt es nicht. Neben der unten erwähnten Literatur wurde auf die folgende in der Fondation Berliet verwahrte Originalunterlagen zurückgegriffen:
- „Fiches des Mines“: Es sind die Werksunterlagen zur Erteilung einer allgemeinen Betriebserlaubnis, hierfür ist in Frankreich der „Inspecteur des mines“ sachlich zuständig. Diese Unterlagen sind im Berliet-Archiv chronologisch geordnet und nummeriert. Nicht zu jedem Typ bzw. Variante gibt es entsprechende Unterlagen, teils, weil sie wohl als Untervarianten eines anderen Typs verstanden wurden, für den eine gesonderte Erlaubnis nicht erforderlich war, teils wohl, weil diese Unterlagen im Laufe der letzten 100 Jahre verlorengegangen sind. Bei Militärtypen gibt es Hinweise, dass eine Betriebserlaubnis direkt durch militärische Dienststellen erfolgte, was entsprechende „fiches des mines“ überflüssig machte. Die Quellenbezeichnung lautet: „Fiches No....“
- „Etat des véhicules utilitaires et autobus declares aux mines depuis 1920“, eine 15-seitige Zusammenstellung vom 1. Dezember 1941, enthält insbesondere die reservierten Chassisnummernbänder, die jedoch vielfach nicht vollständig ausgeschöpft wurden, einige Typen bzw. Varianten werden nicht erwähnt, Quellenbezeichnung lautet: „Etat S...“
- „Nombre de véhicules construits de 1930 à 1942“, siebenseitige Zusammenstellung der zwischen 1930 und 1942 gebauten Stückzahlen an Nutzfahrzeugen, erstellt wohl 1943, erste Seite teilweise irreparabel verderbt, teilweise werden mehrere Typen bzw. Varianten zusammengefasst, Quellenbezeichnung lautet: „Nombre S...“

### Sonstige Quellen
- René Bellu, Toutes les voitures Françaises 1934, Automobilia Hors-Serie No.22, Paris 2002, zit. als „Bellu 1934“
- Monique Chapelle: Berliet. 1. Auflage. EMCE, Saint-Chamond 2016, ISBN 978-2-35740-049-8.